# Scacco al Maestro - Volume 1
Scacco al Maestro - Volume 1 è l'ottavo album in studio del gruppo musicale italiano Calibro 35, pubblicato il 10 giugno 2022 dalle etichette Woodworm e Virgin Records.
Il disco è un sentito omaggio al compianto compositore Ennio Morricone, fonte d'ispirazione del gruppo fin dalla sua fondazione.

## Descrizione
Il progetto discografico, che si completa di un secondo volume, affronta la vasta opera di Morricone in una selezione di brani reinterpretati in stile Calibro 35.
Il disco si avvale della collaborazione di Matthew Bellamy dei Muse nella traccia di apertura Arena e di Diodato in C'era una volta il west, oltre ad una sezione orchestrale di fiati e archi.

## Tracce
Musiche di Ennio Morricone.
1. Arena (feat. Matt Bellamy) – 4:59
2. La classe operaia va in paradiso – 4:51
3. Svegliati e uccidi – 2:14
4. Il buono, il brutto e il cattivo – 2:30
5. Cosa avete fatto a Solange? – 2:37
6. C'era una volta il West (feat. Diodato) – 3:30
7. Un tranquillo posto di campagna – 3:25
8. Una stanza vuota – 3:24
9. Trafelato – 2:45
10. L'uomo dell'armonica – 3:27

## Formazione
Hanno partecipato alle registrazioni, secondo le note di copertina:
Gruppo
- Enrico Gabrielli – pianoforte, organo, clavinet, sassofono, flauto traverso, armonica a bocca (traccia 10)
- Massimo Martellotta – chitarra elettrica, sintetizzatore
- Luca Cavina – basso
- Fabio Rondanini – batteria
- Tommaso Colliva – sound design

Altri musicisti
- Sebastiano De Gennaro – percussioni
- Giuseppe Scardino – sassofono baritono
- Yoko Morimyo – violino
- Chiara Ludovisi – viola
- Samuele Bianchi – violino
- Giovanni Volpe – violoncello
- Matt Bellamy – chitarra elettrica e fischio (traccia 1)
- Mirko Cisilino – tromba (traccia 1)
- Valeria Sturba – theremin (traccia 3)
- Diodato – voce (traccia 6)

Produzione
- Tommaso Colliva – produzione, registrazione, missaggio
- Carlo Madaghiele – registrazione
- Giovanni Versari – mastering
- Leonardo Bondi – produzione esecutiva
- Gaia Pallone – produzione esecutiva
- Luca Martinotti – artwork
- Attilio Marasco – fotografia gruppo